# Dánská lidová strana
Dánská lidová strana (dánsky Dansk Folkeparti, DF) je politická strana v Dánsku. Ideologicky je řazena mezi strany národně a sociálně konzervativní a mezi strany euroskeptické. Mezi významné body jejího programu patří také odpor proti přistěhovalectví, který jí pomohl k velkému zisku hlasů a kterým ovlivnila i jiné významné dánské politické strany.
V Evropském parlamentu je Dánská lidová strana členem skupiny Evropští konzervativci a reformisté.
Po parlamentních volbách v roce 2015, kdy dosáhla historického úspěchu ziskem 21,1 % hlasů, byla druhou nejsilnější stranou dánského parlamentu, kde měla 37 mandátů ze 179. V předčasných parlamentních volbách v roce 2022 získala strana 2,6 % hlasů a obsadila 5 mandátů ze 179. S pěti mandáty tvoří nejslabší dánskou parlamentní stranu.

## Dějiny
Dánská lidová strana byla založena v roce 1995 Piou Kjærsgaardovou, která ji pak vedla až do roku 2012. V letech 2001 až 2011 se nepřímo podílela na vládě, když na její podpoře závisely menšinové koaliční vlády vedené stranou Venstre. Mezi lety 2012 až 2022 předsedal straně Kristian Thulesen Dahl. Od 23. ledna 2022 je předsedou strany Morten Messerschmidt.

## Předsedové
| Pořadí | Jméno                  | Fotografie | Ve funkci od   | Ve funkci do   | Délka funkčního období |
| ------ | ---------------------- | ---------- | -------------- | -------------- | ---------------------- |
| 1      | Pia Kjærsgaardová      |            | 6. října 1995  | 11. září 2012  | 16 let a 341 dní       |
| 2      | Kristian Thulesen Dahl |            | 12. září 2012  | 23. ledna 2022 | 9 let a 133 dní        |
| 3      | Morten Messerschmidt   |            | 23. ledna 2022 | dosud          | 3 roky a 195 dní       |

## Volební výsledky

### Parlamentní volby
| Volební rok | Počet hlasů | hlasy v % | Počet mandátů | Změna | Postavení |
| ----------- | ----------- | --------- | ------------- | ----- | --------- |
| 1998        | 252 429     | 7,4       | 13/179        | ▲+13  | Opozice   |
| 2001        | 413 987     | 12,0      | 22/179        | ▲+9   | Podpora   |
| 2005        | 444 205     | 13,2      | 24/179        | ▲+2   | Podpora   |
| 2007        | 479 532     | 13,8      | 25/179        | ▲+1   | Podpora   |
| 2011        | 436 726     | 12,3      | 22/179        | ▼-3   | Opozice   |
| 2015        | 741 539     | 21,1      | 37/179        | ▲+15  | Podpora   |
| 2019        | 308 219     | 8,7       | 16/179        | ▼ -21 | Opozice   |
| 2022        | 93 428      | 2,6       | 5/179         | ▼ -11 | Opozice   |

### Evropské volby
| Volební rok | Počet hlasů | hlasy v % | Počet mandátů | Změna |
| ----------- | ----------- | --------- | ------------- | ----- |
| 1999        | 114 865     | 5,8       | 1/16          | ▲+1   |
| 2004        | 128 789     | 6,8       | 1/14          | ▬ 0   |
| 2009        | 357 942     | 15,3      | 2/13          | ▲+1   |
| 2014        | 605 889     | 26,6      | 4/13          | ▲+2   |
| 2019        | 296 978     | 10,8      | 1/14          | ▼ -3  |
| 2024        | 154 014     | 6,4       | 1/15          | ▬ 0   |